# (36557) 2000 QC105
2000 QC105 (asteroide 36557) é um asteroide da cintura principal. Possui uma excentricidade de 0.09167890 e uma inclinação de 11.60761º.
Este asteroide foi descoberto no dia 28 de agosto de 2000 por LINEAR em Socorro.